# Daniel Norris
Daniel David Norris (Johnson City, Tennessee, Estados Unidos, 25 de abril de 1993) es un jugador de béisbol profesional estadounidense. Juega de lanzador actualmente para Detroit Tigers de la Major League Baseball.

## Biografía
Daniel Norris nació en Johnson City, al oeste del Estado de Tennessee. Su familia es dueña de una tienda de bicicletas desde hace más de 80 años, en la que Norris trabajó ayudando a su padre. Practicó deportes como el baloncesto y el fútbol, pero destacaba sobre todo en el béisbol.
En el año 2011, pocos meses antes de dar el salto al profesionalismo, adquirió una Volkswagen Westfalia de 1978, a la que llamó Shaggy en homenaje al personaje de la serie de dibujos animados Scooby-Doo.

## Carrera

### Toronto Blue Jays
Norris fue elegido en la segunda ronda del Draft de 2011 por los Toronto Blue Jays. Debutó con la franquicia canadiense el 5 de septiembre ante los Boston Red Sox, provocando la eliminación de David Ortiz.

### Detroit Tigers
El 30 de julio de 2015 fue traspasado a los Detroit Tigers junto con Matt Boyd y Jairo Labourt a cambio de David Price.